# 노스스타 라인
노스스타 라인(영어: Northstar Line, 약칭 MNRX)은 미국 중서부 미네소타주의 대중 교통 체계이다. 일반적으로 광역 미니애폴리스 지역 승객들을 수송하며, 더 나아가 버스까지 운행하기도 한다. 노스스타 라인의 통근 열차로 연간 721,214명의 승객을 실어나르고, 통근 열차는 이층 객차와 디젤 기관차로 운행하며, 버스는 간선급행버스, 버스로 운행한다.
미니애폴리스의 첫 통근 열차 체계인 노스스타 라인은 1997년에 개통되어 현재는 미니애폴리스의 승객 수송을 담당하는 공기업인 메트로트랜짓 산하의 교통국이 되어 미네소타 주의 공기업으로 운행하고 있다.

## 보유 차량
- 2016년 1월 기준으로 노스스타 라인은 다음과 같은 차량을 운행하고 있다.[1]

| 제조                    | 모델                 | 대수 | 번호                          | 사진 |
| ----------------------- | -------------------- | ---- | ----------------------------- | ---- |
| 웹텍                    | MP36PH-3C            | 6    | 501 ~ 505, 512 (UTA에서 구입) |      |
| 봄바디어 트랜스포테이숀 | 봄바디어 비레벨 코치 | 12   | 701 ~ 712                     |      |
| 봄바디어 트랜스포테이숀 | 봄바디어 비레벨 캡카 | 6    | 601 ~ 606                     |      |